# Fireworks (singel Animal Collective)
Fireworks – drugi singiel amerykańskiego zespołu Animal Collective z ich siódmego albumu studyjnego Strawberry Jam (2007). Na stronie B singla nie znajduje się utwór, ale akwaforta. Podczas tras koncertowych z 2005 i 2006 roku piosenka była znana jako „Allman Vibe”.  Podczas późniejszych występów dodawano do niej elementy „Essplode” lub „Lablakely Dress” z wcześniejszej płyty Danse Manatee. Piosenkę wykorzystano  w Kumplach w 2007 i w Terapii w 2010.
Utwór został sklasyfikowany jako 35. najlepszy w dekadzie.